# Tartu Vabadussõja mälestussammas
Tartu Vabadussõja mälestussammas är en staty av Kalevipoeg i Tartu i Estland. Den avtäcktes 1933, men förstördes av sovjetmyndigheter 1950, eftersom den var till estniska frihetskrigets hjältar minne. Åren 1952–2002 stod ett minnesmärke av Friedrich Reinhold Kreutzwald på samma ställe. Åren 2002–2003 restes Kalevipoeg-statyn återigen.